# Naim Talu
Naim Talu (né le 22 juillet 1919 à Constantinople et mort le 15 mai 1998 dans la même ville) est un homme politique et économiste turc. Il est Premier ministre de la Turquie entre le 15 avril 1973 et le 26 janvier 1974.

## Biographie

### Origines, études et carrière professionnelle
Mehmet Naim Talu est né le 22 juillet 1919 à Constantinople. Après une scolarité au lycée de Kabataş, il étudie à l'université d'Istanbul où il obtient un diplôme d'économie en 1943. Il travaille par la suite pendant un certain temps pour Sümerbank, une banque et entreprise de textile appartenant à l'État. Il rejoint la Banque centrale de la République de Turquie en 1946. Il est promu directeur adjoint de la banque en 1966 avant d'en devenir, l'année suivante, le directeur général. Après la réorganisation de la Banque centrale en 1970, il est gouverneur de l'institution.

### Carrière politique
Naim Talu commence sa carrière politique en 1971 en étant nommé ministre du Commerce dans le deuxième gouvernement de Nihat Erim. Il conserve cette fonction également au sein du gouvernement de Ferit Melen jusqu'en 1972.  À la suite de la démission du Premier ministre Ferit Melen, le Président Fahri Korutürk le charge de former un gouvernement. Son gouvernement perdure au-delà des élections législatives de 1973 qui n'ont pas permis de dégager une majorité claire. À la suite de la formation d'un gouvernement de coalition entre le Parti républicain du peuple et le Parti du salut national, dirigé par Bülent Ecevit, le gouvernement de Naim Talu prend fin le 26 janvier 1974. Il reste membre du Sénat jusqu'en 1976. 
Il meurt le 15 mai 1998 à Istanbul.